# Emine Gülbahar
Emine Gülbahar, Gülbahar (ur. ok. 1432, zm. 1492) – konkubina Mehmeda II, matka Bajazyda II.

## Życiorys
Niewiele wiadomo o wczesnym życiu Gülbahar. Urodziła się ok. 1432 roku, jej pochodzenie naprawdę nie jest znane, lecz według Franza Babingera pochodziła z Albanii i była córką Abdullaha. W 1446 roku w Manisie wyszła za Mehmeda II, wówczas jeszcze księcia, z tego związku narodzili się: Bajazyd (późniejszy sułtan) i Gevher/Gevherhan, która w 1474 roku poślubiła Mehmeda Paszę. Niektórzy historycy twierdzą jednak, że Emine Gülbahar była macochą Bajazyda, a jego prawdziwa matka to Sitti Mükrime, inna żona Mehmeda Zdobywcy. Gülbahar była cenna dla Mehmeda, prawdopodobnie ze względu na jej urodę – była jedną z najpiękniejszych kobiet w jego haremie.
W 1481 roku zmarł Mehmed II, a na tronie zasiadł syn Gülbahar – Bajazyd. Kobieta została wówczas Mehd-i Ulya (ten tytuł oznaczał mniej więcej to samo, co Valide Sultan). Była najważniejszą osobą w haremie zaraz po sułtanie.
Emine Gülbahar zmarła w 1492 roku. Została pochowana w Meczecie Fatih.

## W kulturze
- W tureckim serialu telewizyjnym Fatih w rolę Emine Gülbahar wcieliła się turecka aktorka Seda Akman.
- W tureckim filmie historycznym Fetih 1453 Emine Gülbahar zagrała turecka aktorka Şahika Koldemir.